# CP Puppis
CP Puppis (o Nova Puppis 1942) è stata una nova particolarmente brillante visualizzata nella costellazione della Poppa nel 1942. La stella progenitrice, di magnitudine 17, arrivò a brillare di magnitudine -0,2, per poi scendere di tre grandezze 6,5 giorni dopo il suo massimo. Circa 14 anni dopo, è stato osservato il guscio di materia espulso dalla stella, e ciò ha permesso di calcolarne la distanza. Nel 2000 la distanza della nova è stata fissata in 3720 anni luce dalla Terra.
Come le altre novae, l'esplosione nucleare che ha generato l'aumento di luminosità è avvenuta in un sistema binario stretto, dove una nana bianca acquisisce materia da una stella di piccola massa, probabilmente di sequenza principale o leggermente evoluta. Con il passare del tempo il materiale accumulato sulla nana bianca aumenta di pressione e temperatura fintanto che, raggiunti livelli critici, non viene innescata la reazione nucleare. Il periodo orbitale del sistema è di appena 1,47 ore, uno dei più corti in assoluto tra le novae classiche. Insolitamente, la nana bianca pare possedere un campo magnetico. Altre proprietà del sistema rimangono sconosciute, anche se osservazioni dell'emissione di raggi X suggeriscono che la nana bianca abbia una massa superiore a 1,1 volte quella solare.